# 魚住和晃
魚住 和晃（うおずみ かずあき、1946年 - ）は、日本の書研究者。専門は書論、書跡学。神戸大学名誉教授。日中の書道史を研究した。筆跡鑑定学の第一人者であり、神戸連続児童殺傷事件の犯行声明文や一澤帆布工業の遺言書などの鑑定を手がけた。
三重県生まれ。東京教育大学芸術学科卒業。同大学院教育学研究科修士課程修了。1997年、大英博物館に10作品が収蔵された。2000年「張裕釗書法における理念形成と形象の研究」で神戸大学文学博士。神戸大学教育学部助教授、国際文化学研究科教授。2010年定年退任、名誉教授、天津大学客員教授。

## 受賞歴
- 1973年 - 謙慎書道展推薦顧問賞[1]
- 1976年 - 毎日書道展毎日賞[1]
- 1987年 - 読売書法展読売新聞社賞[1]
- 1988年 - 謙慎書道展梅花賞[1]

## 著書
- 『宮島詠士 人と芸術』二玄社 1990
- 『張廉卿 悲憤と憂傷の書人』柳原書店 1993
- 『「書」と漢字 和様生成の道程』講談社選書メチエ 1996／講談社学術文庫 2010
- 『現代筆跡学序論』 文春新書 2001
- 『書を楽しもう』 岩波ジュニア新書 2002
- 『張廉卿の書法と碑学』研文出版 2002
- 『書の十二則』日本放送出版協会・生活人新書 2006
- 『筆跡鑑定ハンドブック』三省堂 2007
- 『書聖 王羲之 その謎を解く』岩波書店 2013／岩波現代文庫 2020.12
- 『筆跡鑑定入門 ニセ遺言書、文書偽造を見破るには』芸術新聞社 2013
- 『書道史 謎解き三十話』岩波書店 2019.1
- 『日本書道史新論　書の多様性と深みを探る』ちくま新書 2024.3

## 編著
- 『張裕釗書作集』編著 1982 和泉書院影印叢刊
- 『茶掛を読む 2 墨跡』編著 講談社 1997
- 『河上肇の遺墨』一海知義共編 藤原書店 2007

## 漫画原作
- 『マンガ書の歴史 殷-唐』櫻あおい作画 講談社 2004
- 『マンガ書の歴史 宋-民国』栗田みよこ作画 講談社 2005
- 『マンガ「書」の歴史と名作手本 王羲之と顔真卿』櫻あおい絵 講談社+α文庫 2009 上記『マンガ書の歴史 殷‐唐』を改題、新原稿を入れ再編集
- 『マンガ「日本」書の歴史』角田恵理子執筆 櫻あおい、栗田みよこ画 講談社 2009[4]
- 『マンガ「書」の黄金時代と名作手本 宋から民国の名書家たち』栗田みよこ絵 講談社+α文庫 2010

## 参考
- マンガ「日本」書の歴史紀伊國屋書店
- 魚住和晃先生の最終講義のご案内（2010年2月16日） - ウェイバックマシン（2012年2月15日アーカイブ分）神戸大学